# Myrmica caucasicola
Myrmica caucasicola är en myrart som beskrevs av Arnol'di 1934. Myrmica caucasicola ingår i släktet rödmyror, och familjen myror. Inga underarter finns listade i Catalogue of Life.